# M. Butterfly
M. Butterfly ou Madame Butterfly foi um espetáculo da Broadway, baseado no relacionamento do chinês Shi Pei Pu e do diplomata francês Bernard Boursicot. O espetáculo estreou no dia 20 de março de 1988, e encerrou as apresentações após 777 performances, em 27 de janeiro de 1990.

## Prêmios e indicações
Prêmios 
- 1988 – 1 prêmio Clarence Derwent Awards
- 1988 – 3 prêmios “Drama Desk Award”
- 1988 – 3 prêmios Tony Award
- 1988 — John Gassner Award
- 1988 — Outer Critics Circle Award

Indicações
- 1988 – 4 prêmios “Drama Desk Award”
- 1988 – 4 prêmios Tony Award
- 1989 – 1 Prémio Pulitzer